# Modus vivendi

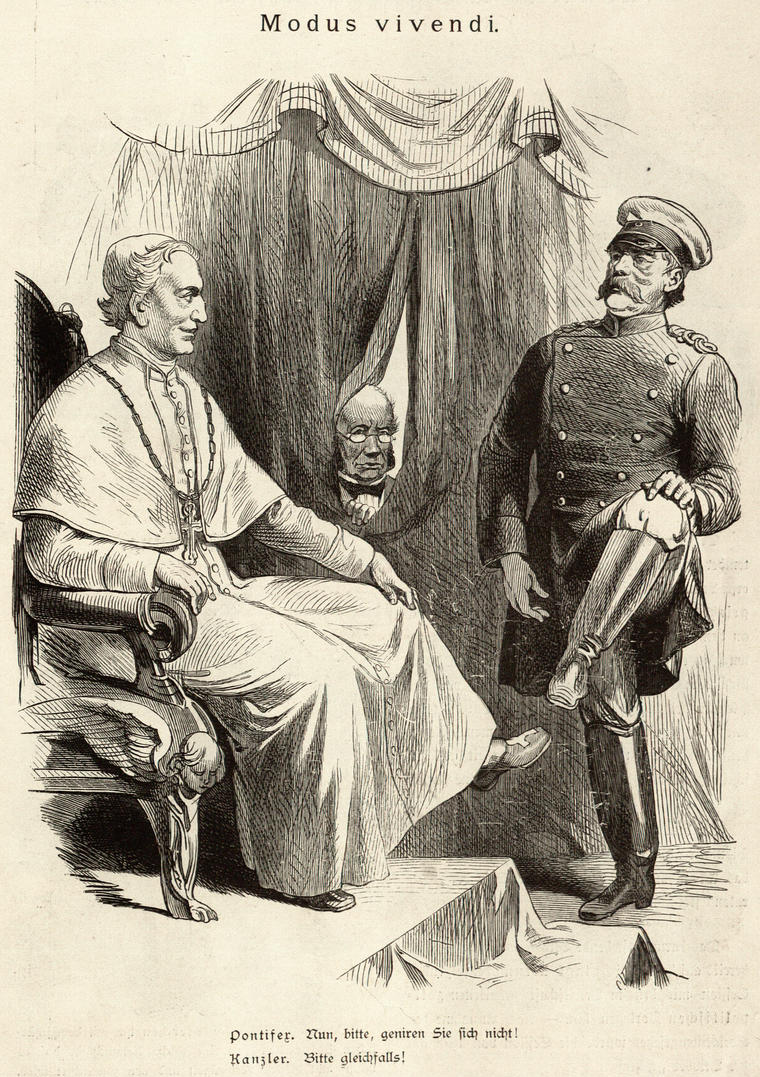
Um "Modus vivendi" de Kladderadatsch, 1878, ao Papa Leão XIII e Otto von Bismarck.

Modus vivendi é uma frase latina que significa "modo de vida" ou "meio de viver". É frequentemente usada para significar um arranjo ou acordo que permite que partes conflitantes coexistam em paz. Na ciência, é usado para descrever estilos de vida.
Modus quer dizer "modo", "maneira", "método", ou "meio". Vivendi quer dizer "de viver". A frase é frequentemente usada para descrever arranjos informais e temporários em negócios políticos. Por exemplo, se dois lados alcançam um modus vivendi em relação a territórios disputados, apesar de incompatibilidades políticas, históricas ou culturais, uma acomodação das diferenças respectivas é estabelecida por causa de contingência.
Em diplomacia, modus vivendi é um instrumento para estabelecer um acordo internacional de natureza temporária ou provisória, pretendido ser substituído por um acordo mais significativo e completo, como um tratado. Armistícios e instrumentos de rendição pretendem alcançar um modus vivendi.

## Exemplos
Em Temporada 1, Episódio 25, de Star Trek: The Original Series, intitulado "The Devil in the Dark", Capitão James T. Kirk usou o termo para descrever um possível relacionamento entre mineradores num planeta da Federação e uma espécie indígena de tunelamento de rocha chamada 'The Horta'. Ele disse, "Parece-me que poderíamos fazer um acordo, alcançar um modus vivendi. Eles tunelam, vocês coletam e processam, e sua operação de processamento seria mil vezes mais lucrativa".
O termo refere-se frequentemente a relações anglo-francesas do fim das Guerras Napoleónicas em 1815 à Entente Cordiale de 1904.[carece de fontes?]
Em 7 de janeiro de 1948, os Estados Unidos, a Grã-Bretanha e o Canadá concluíram um acordo conhecido como modus vivendi, que permitia o compartilhamento limitado de informações técnicas sobre armas nucleares que revogou oficialmente o Acordo de Quebec.